# Комратски държавен университет
Комратския държавен университет е висше учебно заведение в град Комрат, автономен регион Гагаузия, Молдова. Той е наследник на Националния университет на Гагаузия, основан на 11 февруари 1991 г. с решение на Руската фондация за образование и Изпълнителния комитет на регионалния съвет на депутатите в Комрат. През 2002 г. той се превръща в държавен университет с резолюция на правителството на Молдова.

## История
Университета е основан на 11 февруари 1991 година като Гагаузки национален университет, решение за което се взема от Руската фондация за народната просвета и на изпълнителния комитет на Комратския регионален съвет на депутатите. През 2002 година, с решение на молдовското правителство университета става държавен.

## Факултети
Университетът има четири факултета:
- Факултет по национална култура
- Икономически факултет
- Юридически факултет
- Селскостопански-технологичен факултет